# Oribatella triangulata
Oribatella triangulata är en kvalsterart som beskrevs av Pérez-Íñigo jr. 1990. Oribatella triangulata ingår i släktet Oribatella och familjen Oribatellidae. Inga underarter finns listade i Catalogue of Life.